# Emily Hood Westacott
Emily Hood, po mężu Westacott (ur. 6 maja 1910 w Brisbane, zm. 9 października 1980) – australijska tenisistka.
Jest pierwszą zwyciężczynią juniorskiego Australian Open, który odbył się w 1930 roku. W 1937 była już finalistką „dorosłego” turnieju. Przegrała z Nancye Wynne Bolton w trzech setach 3:6, 7:5, 4:6. Dwa lata później, w 1939, udało się jej sięgnąć po najwyższe trofeum. Pokonała wtedy Nell Hall Hopman 6:1, 6:2.